# Barra de Frege
O símbolo "{\displaystyle \vdash }" apresenta algumas denominações, entre elas "barra de Frege", "barra de inferência", "traço de asserção", "martelo", "catraca", e "borboleta de Frege", entre outras. É lido muitas vezes como "afirma-se" ou "obtém-se". Foi usado pela primeira vez por Gottlob Frege em seu livro publicado em 1879.
No Unicode, uma das principais formas da barra de Frege é chamada de "right tack" e está em 0x22A2. Em uma máquina de escrever, a barra de Frege pode ser composta de uma barra vertical (|) mais um ou dois traços (-). Em TeX, a barra de Frege é obtida pelo comando \vdash. Em LaTeX há o pacote turnstile, o qual desenha este sinal de várias formas, e pode colocar, abaixo ou acima deste, dados adicionais, nos lugares adequados. O artigo Uma Ferramenta para Lógicos é um tutorial a respeito do uso deste pacote.

## Significado
A barra de Frege pode ser vista, em muitos casos, como uma relação binária. Esta tem distintos significados em diferentes contextos:
- Em teoria da prova, a barra de Frege é usada para denotar provabilidade. Por exemplo, se T é um sistema formal e S é uma fórmula na linguagem deste sistema, então {\displaystyle T\vdash S} significa que S é provável a partir de T.[8]
- Na teoria dos modelos este símbolo é usado para denotar a relação de conseqüência semântica. Em uma lógica dotada de semântica, temos que uma fórmula nesta lógica é conseqüência semântica de uma dada coleção de fórmulas nesta lógica se toda interpretação nesta lógica que satisfizer esta coleção de fórmulas também satisfaz a fórmula considerada.
- No estudo das Linguagens Formais, a barra de Frege é usada para dizer que uma samblagem pode ser derivada de outra em um único passo, de acordo com as regras da linguagem formal considerada.[9]